# Manon Schippké
Manon Schippké, est une joueuse d'échecs française née le 27 février 2007, maître international féminin depuis 2024. 
Au 1er août 2025, elle est la troisième joueuse française avec un classement Elo de 2 374 points.

## Biographie et carrière
Manon Schippké naît en février 2007 de parents professeurs de mathématiques et de physique.
Formée au club de Metz Fischer, elle dispute les championnats de France jeunes dans les catégories filles de moins de 10 ans (deuxième place en 2017), filles de moins de 12 ans (deuxième place en 2019) et filles de moins de 16 ans en 2022.
Elle participe au championnat de France féminin en 2022 (à l'âge de quinze ans), 2024 et 2025.
Elle remporte la Mitropa Cup féminine avec l'équipe de France en 2022 et 2023 et la médaille d'argent par équipes en 2024. 
En 2025, elle obtient la médaille de bronze au championnat de France féminin de parties rapides
Elle remporte le championnat de France par équipes mixtes (Top 16) avec l'équipe de Chartres en 2024 et 2025.